# Drenov Klanac
Drenov Klanac es una localidad de Croacia en el ejido de la ciudad de Otočac, condado de Lika-Senj.

## Geografía
Se encuentra a una altitud de 463 m s. n. m. a 166 km de la capital nacional, Zagreb.

## Demografía
En el censo 2011 el total de población de la localidad fue de 40 habitantes.
| Gráfica de población de Drenov Klanac 1857-2011                     |
|                                                                     |
| Según los censos de población de la oficina estadística de Croacia. |